# Kończyce Małe
Kończyce Małe (früher auch Kunczyce Małe, deutsch Klein Kuntschitz, ursprünglich Klein Kunzendorf, tschechisch Malé Kunčice) ist eine Ortschaft mit einem Schulzenamt der Gemeinde Zebrzydowice im Powiat Cieszyński der Woiwodschaft Schlesien in Polen. Das Dorf liegt in der historischen Landschaft Teschener Schlesien (polnisch Śląsk Cieszyński).

## Geographie
Kończyce Małe liegt im Ostrauer Becken, am Piotrówka etwa 30 km westlich von Bielsko-Biała und 50 km südlich von Katowice im Powiat (Kreis) Cieszyn.
Das Dorf hat eine Fläche von 1194 ha.
Nachbarorte sind Zebrzydowice im Norden, Pruchna im Osten, Kończyce Wielkie im Süden, Kaczyce im Südwesten, sowie die Stadt Karviná in Tschechien im Westen.

## Geschichte
Der Ort wurde um 1305 im Liber fundationis episcopatus Vratislaviensis (Zehntregister des Bistums Breslau) erstmals urkundlich als „Item in Cunczindorf principis debent esse XL mansi“ erwähnt. Der ursprüngliche Name war patronymisch abgeleitet vom deutschen Personennamen Kunze mit dem Suffix -dorf, zunächst westslawisch -yce (von Kleinen Kunczicz) im Jahr 1439. Allgemein war der Piotrówka-Tal von höheren Anteil deutscher Siedlern besiedelt, aber im Gegensatz zu anderen benachbarten Dörfern wurden schon zwei Teile des Dorfs unterschieden: das ursprüngliche Adjektiv principis (deutsch fürstlich) wurde zu unterscheiden von ritterlichen Cunczindorf Pasconis (heute Kończyce Wielkie) genannt. Für beide wurde die Zahl der Hufe (40 im Fall des herzöglichen Dorfs) schon im Zehntregister präzisiert – was auf frühere Gründung hindeutet.
Politisch gehörte das Dorf ursprünglich zum Herzogtum Teschen, dies bestand ab 1290 in der Zeit des polnischen Partikularismus. Seit 1327 bestand das Herzogtum die Lehnsherrschaft des Königreichs Böhmen und seit 1526 gehörte es zur Habsburgermonarchie.
Eine Pfarrei Cunczendorf im Teschener Dekanat wurde im Peterspfennigregister des Jahres 1335 im Teschener Dekanat und im Jahre 1447 als Cunczendorff erwähnt, jedoch in 1447 wurde Cunczendorf zweimal aufgelistet, aber es gab vier Ortschaften im Herzogtum mit diesem Namen und es ist nicht ganz sicher ob es Kończyce Wielkie bzw. Kończyce Małe an der Piotrówka oder Kunčice mit Kunčičky an der Ostrawitza wäre.
Nach 1540 erfolgte unter Wenzel III. Adam die Reformation und die Kirche wurde von Lutheranern übernommen. Eine Sonderkommission gab sie am 26. März 1654 an die Katholiken zurück. Die Gegenreformation in der Umgebung war sehr erfolgreich und das Gebiet war später fast rein römisch-katholisch, was zu einem Unterschied zwischen den örtlichen sogenannten Lachen und den Teschener Walachen wurde.
Nach der Aufhebung der Patrimonialherrschaften war es ab 1850 eine Gemeinde in Österreichisch-Schlesien, Bezirk Teschen, ab 1868 Bezirk Freistadt, Gerichtsbezirk Freistadt. In den Jahren 1880–1910 stieg die Einwohnerzahl von 1343 im Jahr 1880 auf 1633 im Jahr 1910 an, es waren überwiegend Polnischsprachige (zwischen 98,2 % und 99,1 %), Deutschsprachige (20 oder 1,4 % im Jahr 1890) und Tschechischsprachige (12 oder 0,7 % im Jahr 1910). Im Jahr 1910 waren 99 % römisch-katholisch, 11 (0,8 %) evangelisch; es gab 4 Juden.
1920, nach dem Zusammenbruch der k.u.k. Monarchie und dem Ende des Polnisch-Tschechoslowakischen Grenzkriegs (Cezary Haller, ein polnischer General und Bruder von Józef Haller wurde dort von Tschechen geschossen – auf der polnischen Seit die Opfer des höchsten Rangs), kam Kończyce Małe als eine von nur vier Gemeinden des Bezirkes Freistadt zu Polen. Unterbrochen wurde dies nur durch die Besetzung Polens durch die Wehrmacht im Zweiten Weltkrieg.
Von 1975 bis 1998 gehörte Kończyce Małe zur Woiwodschaft Katowice.

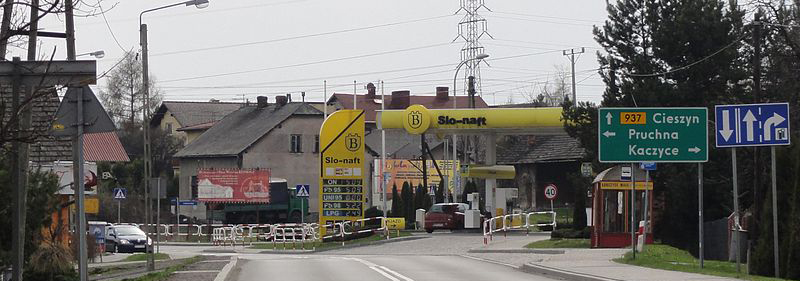
Ortsmitte
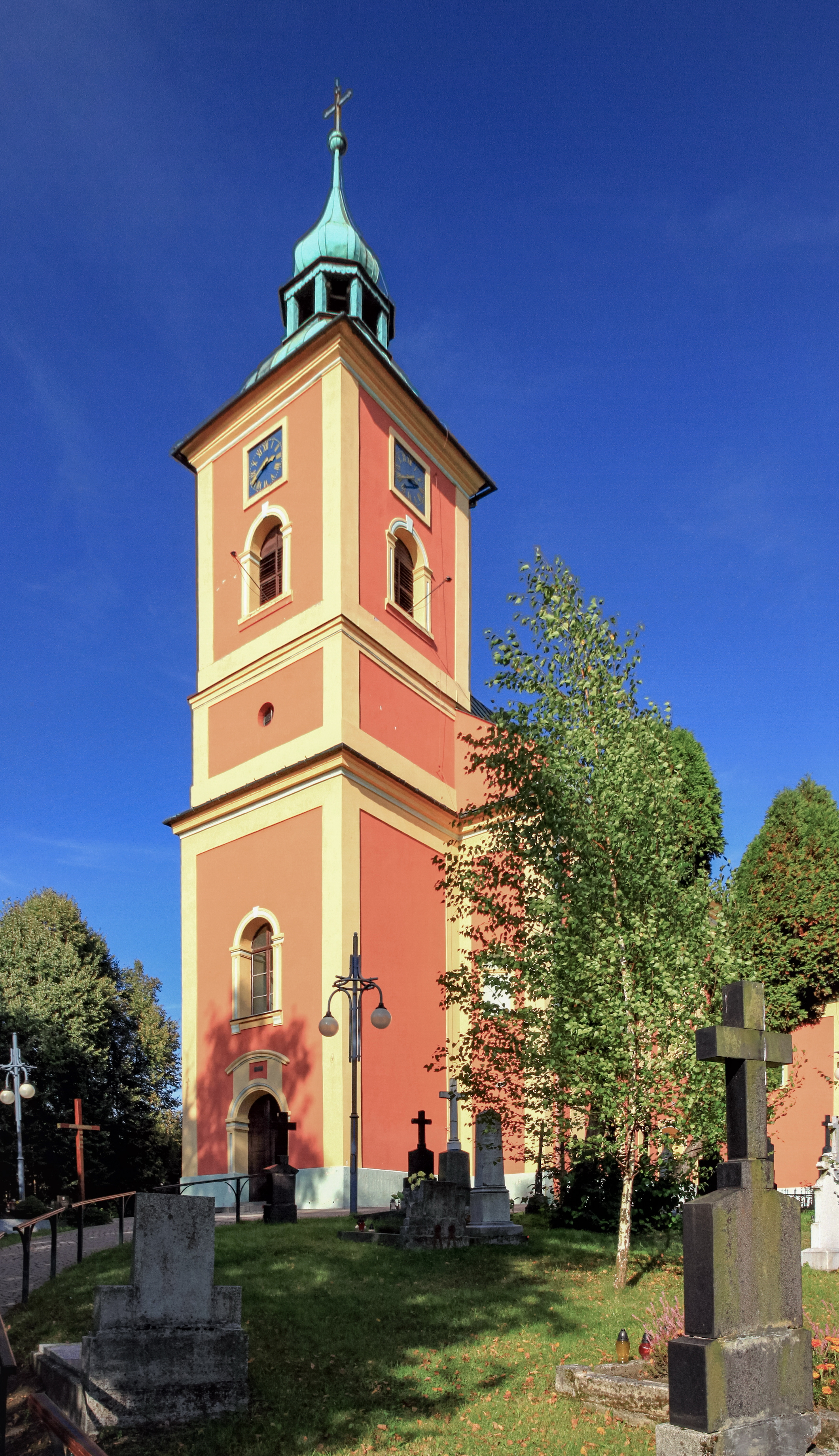
Katholische Kirche
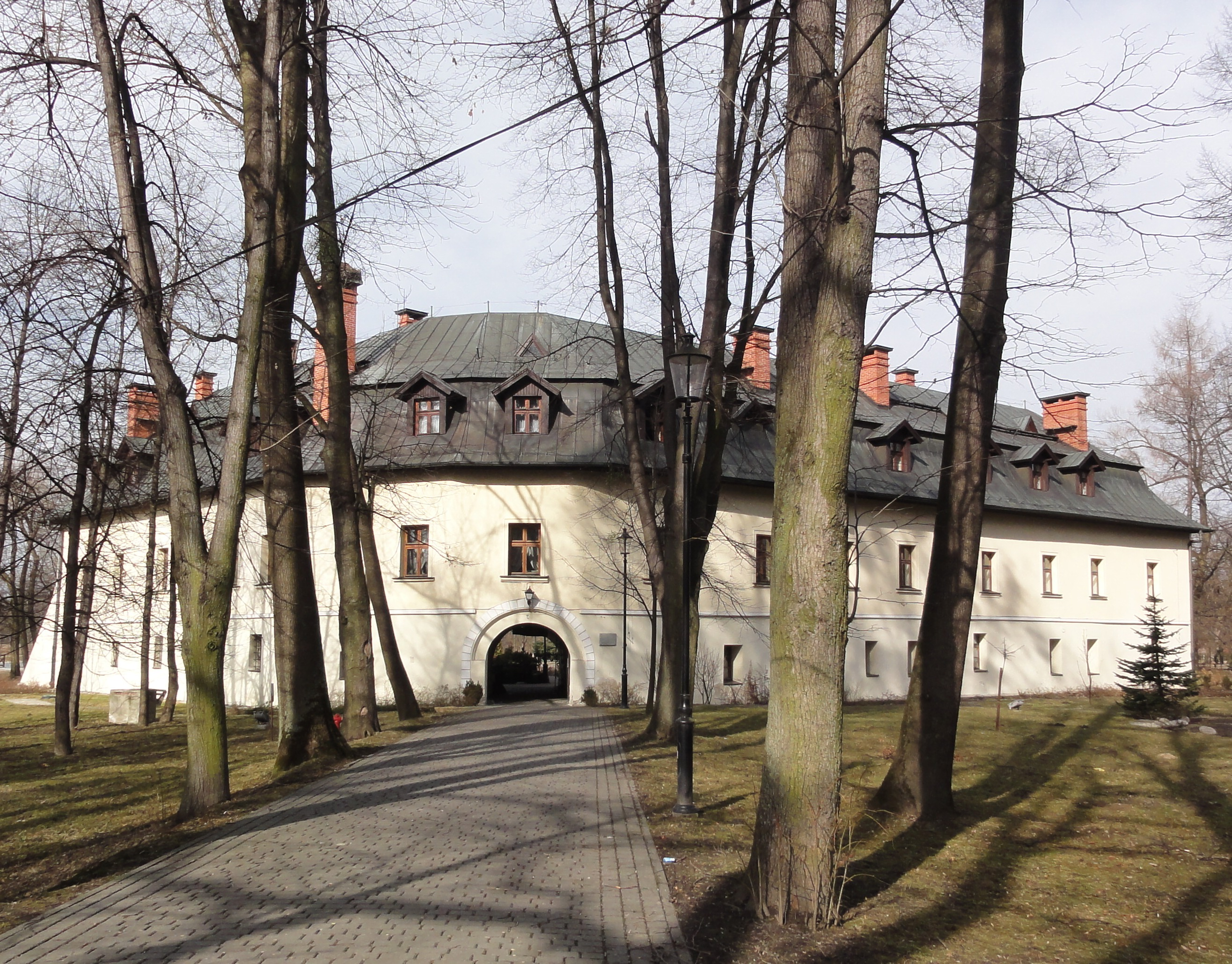
Schloss